# Цемінко
Цемінко (пол. Cieminko) — село в Польщі, у гміні Островіце Дравського повіту Західнопоморського воєводства.
Населення — 66 осіб (2011).
У 1975-1998 роках село належало до Кошалінського воєводства.

## Демографія
Демографічна структура станом на 31 березня 2011 року:
|          | Загалом | Допрацездатний вік | Працездатний вік | Постпрацездатний вік |
| -------- | ------- | ------------------ | ---------------- | -------------------- |
| Чоловіки | 31      | 5                  | 24               | 2                    |
| Жінки    | 35      | 9                  | 19               | 7                    |
| Разом    | 66      | 14                 | 43               | 9                    |